# فرانك بيترسون (لاعب كرة قدم)
فرانك بيترسون (بالإنجليزية: Frank Peterson)‏ هو لاعب كرة قدم بريطاني في مركز الهجوم، ولد في 3 أبريل 1951 في كرويدون في المملكة المتحدة. لعب مع نادي ميلوول.